# A.V.G. Ascherslebener Verkehrsgesellschaft
Die A.V.G. Ascherslebener Verkehrsgesellschaft mbH ist eine deutsche Eisenbahngesellschaft, die sowohl als Eisenbahnverkehrsunternehmen als auch als Eisenbahninfrastrukturunternehmen tätig ist.

## Geschichte
Das Unternehmen wurde am 1. August 2001 als Einzelfirma mit dem Namen A.V.G. Mirko Mokry e. K. gegründet. Inhaber war Mirko Mokry, seinerzeit Mitglied des Landtages von Sachsen-Anhalt. Der gelernte Lokführer bot zunächst nur seine eigene Arbeitskraft anderen Bahnunternehmen an, stellte aber 2004 vier weitere Lokführer ein und eröffnete ein kleines Büro in Aschersleben. Am 28. September 2005 erteilte das Verkehrsministerium des Landes Sachsen-Anhalt die Genehmigung als Eisenbahnverkehrsunternehmen. 
Im Jahr 2007 wurde das Unternehmen geteilt:
- Die bisherige Einzelfirma änderte ihren Namen in A.V.G. Bildung Mirko Mokry e. K. und übernahm nach entsprechender Zertifizierung die Aus- und Weiterbildung für das eigene und andere Eisenbahnunternehmen. Die neunmonatige Lokführerausbildung wurde hauptsächlich als Arbeitsamtsmaßnahme durchgeführt. Inhaber blieb Mokry.
- Das Bahnbetriebsunternehmen wurde abgespalten und übertragen auf die neue A.V.G Ascherslebener Verkehrsgesellschaft mbH, deren Geschäftsführer und Alleingesellschafter Mokry wurde.

Der Ausbildungsbetrieb wurde im Juni 2009 im Handelsregister gelöscht. 
Seit 2019 ist Axel Gassmann an Mokrys statt Geschäftsführer der A.V.G. Ascherslebener Verkehrsgesellschaft. Ende 2020 übertrug Mokry alle Geschäftsanteile auf die Power Rail GmbH mit Sitz in Hohendodeleben, deren Geschäftsführer und alleiniger Gesellschafter Gassmann ist.
Am 16. März 2023 wurde Insolvenz beantragt. Die Geschäftstätigkeit wird fortgesetzt.

## Fahrzeugpark
2005 wurde die erste eigene Lokomotive der Baureihe V 23 (Nr. 102 254-0) in Dienst gestellt, die seitdem im Baustellen- bzw. Rangiereinsatz ist. Im März darauf wurde eine Lokomotive der Baureihe 203 (Nr. 203 004-7) in Dienst gestellt. Zunächst gleichfalls auf Baustellen eingesetzt, wurde sie bald insbesondere vor Güterzüge gespannt. Die im Dezember 2006 beschaffte dritte Lokomotive Baureihe 232 (Nr. W 232.07) erwies sich bald als ausgesprochen störanfällig und ist nicht mehr im Einsatz. Je eine Lok der Baureihen 346 und 202 wurden angemietet. Nach der Ausmusterung der VT2E bei der AKN hat die AVG mit dem Verein Nebenbahn Staßfurt - Egeln e. V. den VT2.38 nach Egeln überführt, nachdem der Triebwagen durch den Verein erworben wurde. Im April 2016 kam der Zug erstmals in der neuen Heimat zum Einsatz.
Mittlerweile besitzt auch die AVG selbst zwei weitere Triebwagen der Baureihe VT2E. Diese werden zusammen mit dem Verein Nebenbahn Staßfurt Egeln betrieben. Weiter wurden 2018 zwei V160-Dieselloks erworben, die 225 004 aus DB Stillstand (Bezeichnung 215 004) sowie die 217 002 von der BTE und schon 2017 übernommen von RP auch die V90-Lok 295 095.

## Infrastruktur
Seit 1. Mai 2007 betreibt die Gesellschaft als Eisenbahninfrastrukturunternehmen die 32,6 Kilometer lange eingleisige Strecke zwischen Staßfurt und Egeln und bedient die Sodawerke in Staßfurt. Durch Investitionen in die Strecke und eine Brücke konnte die Achslast wieder von 18 auf 21 Tonnen erhöht werden.